# Trades Hall (Dumfries)

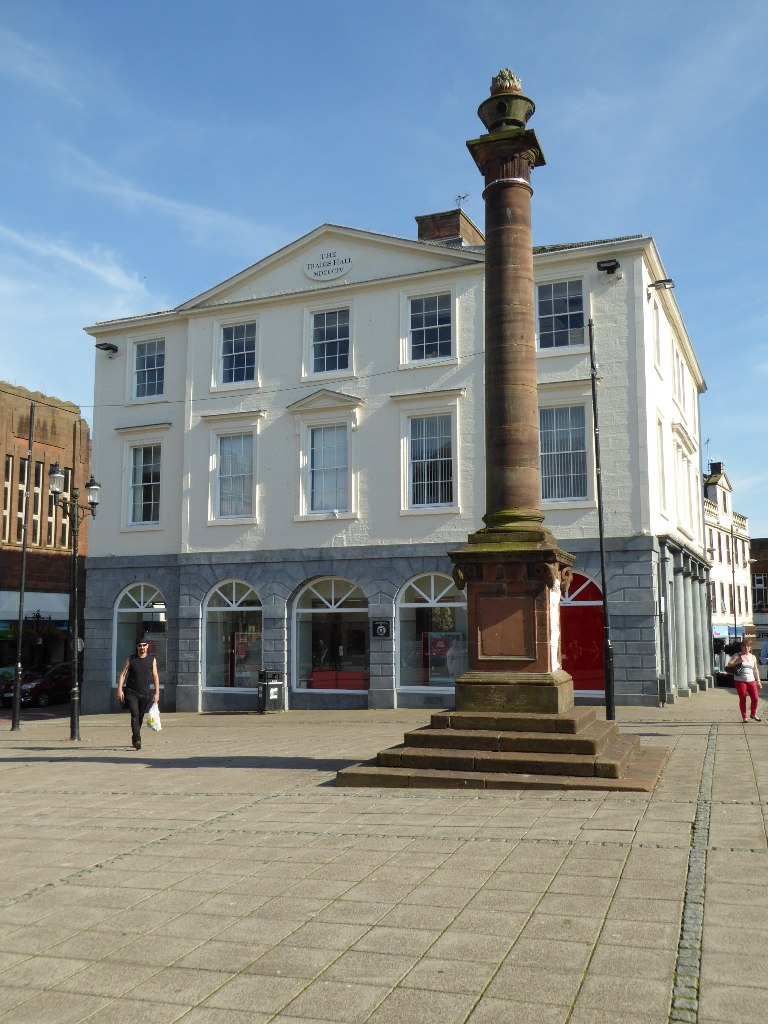
Die Trades Hall von Dumfries hinter dem Queensberry Monument

Die Trades Hall von Dumfries ist eine Trades Hall in der schottischen Stadt Dumfries in der Council Area Dumfries and Galloway. 1961 wurde das Bauwerk in die schottischen Denkmallisten in der höchsten Denkmalkategorie A aufgenommen.

## Beschreibung
Das Gebäude befindet sich am Queensberry Square im Zentrum von Dumfries. Es stammt aus dem Jahre 1804 und wurde nach einem Entwurf des lokalen Architekten Thomas Boyd erbaut. Das freistehende, dreistöckige Gebäude weist einen länglichen Grundriss auf. Es ist klassizistisch gestaltet. Die nordwestexponierte Frontseite ist symmetrisch aufgebaut und fünf Achsen weit und mit drei Achsen weitem Mittelrisalit gestaltet.
Die Fenster im ersten Obergeschoss schließen mit schlichten Gesimsen. Einzig das mittlere Fenster ist mit Dreiecksgiebel auf Konsolen gestaltet. Ein Dreiecksgiebel schließt die Fassade ab. Im Tympanon weist eine schlichte Platte die Gebäudebezeichnung sowie das Baujahr aus. Die Arkaden im Erdgeschoss wurden 1847 umgestaltet und bilden heute die Rundbogenfenster von Geschäftsräumen. Das Gebäude schließt mit einem schiefergedeckten Plattformdach.